# Anestesiología y reanimación

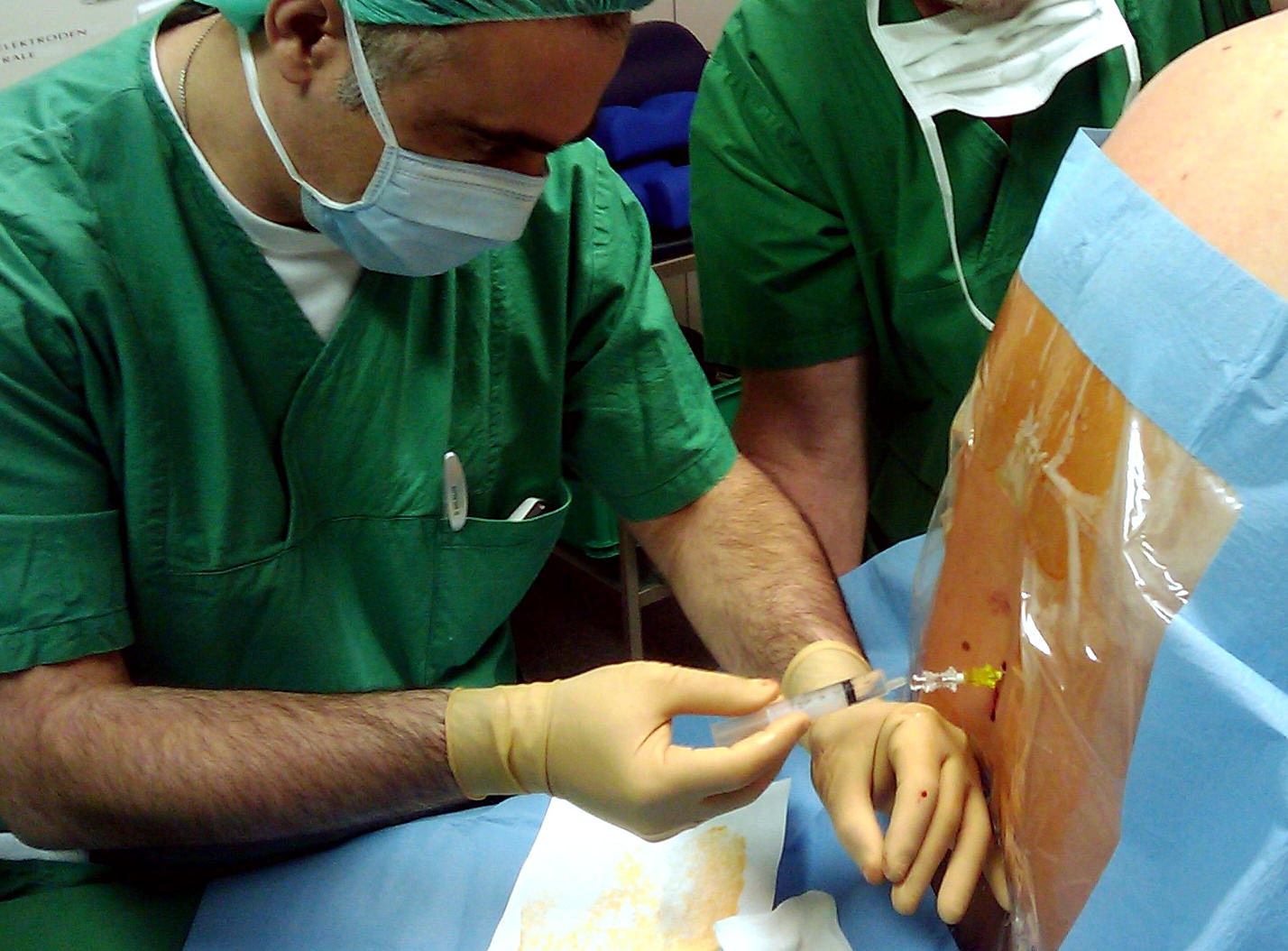
Un anestesista aplicando anestesia intradural.

La anestesiología es la especialidad médica dedicada a la atención y cuidados especiales e intensivos de los pacientes durante las intervenciones quirúrgicas u otros procesos que puedan resultar molestos o dolorosos (endoscopia, radiología intervencionista, etc.). Asimismo, tiene a su cargo el tratamiento del dolor agudo o crónico de causa extraquirúrgica. Ejemplos de estos últimos son la analgesia durante el trabajo de parto y el alivio del dolor en pacientes con cáncer.
La especialidad médica recibe el nombre de anestesiología y reanimación, dado que abarca el tratamiento del paciente crítico en distintas áreas como lo son la recuperación postoperatoria y la emergencia, así como el cuidado del paciente crítico en las unidades de cuidados intensivos o de reanimación postoperatoria. La especialidad médica de la medicina intensiva es un brazo más de la anestesiología.
Al médico que practica la anestesiología se le denomina anestesiólogo o anestesista.

## Competencias profesionales

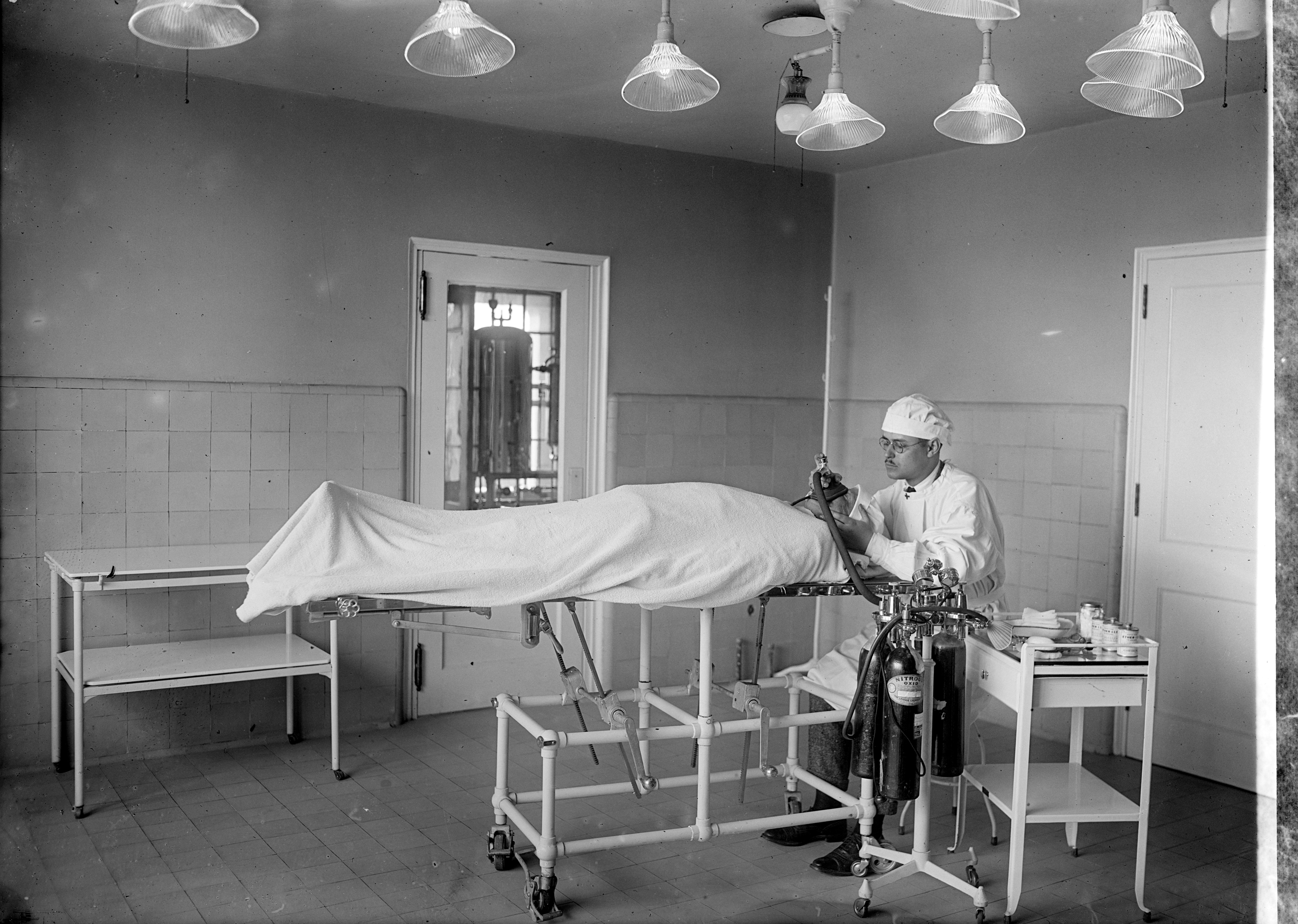
Aplicando anestesia general en 1922.

Es una especialidad de la medicina relacionada con la práctica de la aplicación de anestesia. Su función durante las intervenciones quirúrgicas es la de ocuparse del estado de consciencia e insensibilidad al dolor del paciente, pero además debe cuidar al enfermo y mantenerlo dentro de los parámetros considerados normales. Para ello está presente durante toda la intervención, controlando su temperatura, su presión arterial, su respiración, el buen funcionamiento de órganos como riñones y pulmones, y realiza el monitoreo cardíaco. Cuando hay pérdida de sangre o líquidos es el responsable de reponerlos.
Preparación preoperatoria en el paciente quirúrgico
Todo proceder quirúrgico debe comenzar con la evaluación preoperatoria del enfermo y la elaboración de un plan anestésico, cuya finalidad va dirigida a reducir la morbilidad. Tratar que el paciente se encuentre en las mejores condiciones antes de la intervención quirúrgica para que el periodo perioperatorio se desarrolle de forma favorable.
La evaluación comienza con la recogida de toda información que permita conocer la situación del enfermo y estará en dependencia de muchos factores, dentro de los cuales se encuentran la enfermedad que exige el tratamiento quirúrgico, su naturaleza y estado evolutivo, situación de agravamiento o no, y lo que se pretende lograr. Resulta importante conocer la presencia de otras enfermedades y su estado de compensación, determinar si es conocida o sospechada y si resulta lo suficientemente peligrosa como para retrasar, modificar o contraindicar la operación, e identificar las enfermedades conocidas de acuerdo a la gravedad, para prever complicaciones. Se precisará la ingestión de fármacos y la presencia de hábitos tóxicos, entre otros, ya que pueden repercutir sobre el desarrollo perioperatorio y/o la morbilidad.
Por tanto resulta importante la recopilación exhaustiva de datos de salud del enfermo. Para evitar el olvido de estos aspectos debe tenerse a mano una guía elaborada que los registre con exactitud.
Evaluación
La fuente principal de datos personales es la historia clínica. Este documento oficial, que presenta el paciente desde su ingreso en la unidad hospitalaria, contendrá información desde el comienzo de la enfermedad hasta las investigaciones realizadas para llegar al diagnóstico preoperatorio, así como antecedentes de otras enfermedades, por lo que presentará interrogatorios, exámenes físicos, estudios complementarios y los diferentes criterios médicos sobre diagnóstico, evolución y enfoques terapéuticos.
Hoja anestésica: debe cumplimentarla el anestesiólogo, quien analizará los datos de la historia clínica y efectuará su consulta en forma directa al enfermo. Se iniciará en la consulta preanestésica del preoperatorio, y debe realizarse con antelación al día de la intervención quirúrgica, de manera que permita la realización de algún otro estudio que se necesite.
Elaboración del plan anestésico
A partir de la información recopilada, se trazará una estrategia de trabajo que permita una mayor seguridad al enfermo. Se tomarán las medidas requeridas para la adecuada preparación y la aplicación del proceder anestésico, las cuales comienzan desde la información al paciente para crear un ambiente de confianza, hasta las indicaciones que exijan una preparación de acuerdo a lo hallado en la historia clínica y el examen. Se incluirá también el equipamiento y la monitorización necesaria para el seguimiento perioperatorio.
Consulta preanestésica
Debe ser realizada en un local provisto de recursos que permitan la recogida de datos como peso talla, examen físico, etc., con suficiente privacidad y brinde un ambiente propicio para que el enfermo se sienta seguro. El médico debe tener una participación activa y registrará en la hoja anestésica, que acompañará a la historia clínica, todo lo que considere de mayor interés y pudiera repercutir en el transcurso de la anestesia que se seleccione. Se revisará toda la documentación que acompañará a la historia clínica, incluyendo el consentimiento del enfermo. Todo ello ayudará a identificar y valorar riesgos. La hoja de evaluación anestésica, de la que existen diferentes modelos, tiene el objetivo de recopilar datos de las distintas etapas, pre, trans y posoperatorio.